# Колесевелам
Колесевелам це пероральний лікарський засіб, який належить до секвестрантів жовчних кислот. Він був розроблений компанією GelTex Pharmaceuticals і пізніше придбаний Genzyme. Продається в США компанією «Daiichi Sankyo» під торговою маркою Welchol та в інших країнах компанією Genzyme як Cholestagel. У Канаді компанія Valeant продає його як Lodalis.

## Клінічне використання
Колесевелам показаний як доповнення до дієти та фізичних вправ для зниження підвищеного рівня холестерину ліпопротеїнів низької щільності (ХС-ЛПНЩ) у пацієнтів із первинною гіперліпідемією як монотерапія та для покращення контролю глікемії у дорослих із цукровим діабетом 2 типу, у тому числі в комбінації зі статином. Розширене використання колесевеламу у дорослих із цукровим діабетом 2 типу є прикладом репозиції лікарського засобу (зміна або розширення показань).
Колесевелам належить до класу секвестрантів жовчних кислот, який разом із ніацином і статинами є трьома основними типами засобів, що знижують рівень холестерину. Статини вважаються препаратами першої лінії. Це пояснюється більшою кількістю доказів, що підтверджують здатність статинів запобігати серцево-судинним захворюванням, а також помітними побічними ефектами двох інших типів, включаючи здуття живота та запор (секвестранти жовчних кислот) і почервоніння шкіри (ніацин). Ці побічні ефекти часто призводять до низького комплаєнсу пацієнтів (дотримання ним рекомендацій лікаря).
Колесевелам можна використовувати замість холестираміну при симптоматичній хронічній діареї, спричиненій порушенням всмоктування жовчних солей (діарея жовчних кислот), що може бути первинним станом або вторинним при хворобі Крона чи при постхолецистектомічному синдромі.

## Складові
Колесевелам є модифікованим поліаліламіном. Його виготовляють шляхом зшивання поліаліламіну епіхлоргідрином, а потім модифікують його бромодекан і (6-бромгексил)триметиламонієм бромідом. Іони броміду потім замінюються іонами хлориду під час промивання матеріалу.
Компоненти полімеру колесевелам, показані як субодиниці, які не існують самі по собі в кінцевому продукті, це:
N-проп-2-енілдекан-1-амін; триметил-[6-(проп-2-еніламіно)гексил]азаній; проп-2-ен-1-амін; 2-(хлорметил)оксиран; хлористий водень; хлорид.

## Механізм дії
Колесевелам являє собою невсмоктуваний поліпідемічний полімер, який зв'язує жовчні кислоти в кишечнику, перешкоджаючи їх реабсорбції. Коли пул жовчних кислот виснажується, активується печінковий фермент, холестерин 7-α-гідроксилаза, що збільшує перетворення холестерину в жовчні кислоти. Це викликає підвищену потребу в холестерині в клітинах печінки, що призводить до подвійного ефекту збільшення транскрипції та активності ферменту біосинтезу холестерину, ГМГ-КоА-редуктази, і збільшення кількості печінкових рецепторів ЛПНЩ. Ці компенсаторні явища призводять до збільшення кліренсу холестерину ЛПНЩ із крові, що призводить до зниження рівня холестерину ЛПНЩ у сироватці крові. Рівні тригліцеридів у сироватці крові можуть підвищуватися або залишатися незмінними.

## Побічні ефекти
У контрольованих клінічних дослідженнях за участю приблизно 1400 пацієнтів повідомлялося про наступні побічні реакції у пацієнтів, які отримували колесевелам. При повідомленні про дуже часто (≥ 1/10), часто (≥ 1/100, 51/10), нечасто (≥ 1/1000, 51/100), рідко (≥ 1/10 000, 51/1000) і дуже рідко (51/10 000), включаючи окремі випадки:
- Лабораторні дослідження
  - Часто: підвищення рівня тригліцеридів у сироватці крові;
  - Нечасто: підвищення сироваткових трансаміназ
- Розлади нервової системи
  - Часто: головний біль
- Шлунково-кишкові розлади
  - Дуже часто: метеоризм, запор;
  - Часто: блювання, діарея, диспепсія, біль у животі, порушення стулу, нудота.
- З боку опорно-рухового апарату та сполучної тканини
  - Нечасто: міалгія

Фонова частота метеоризму та діареї була однаковою у пацієнтів у контрольованих клінічних дослідженнях і вищою в групі плацебо. Лише запор і диспепсія спостерігалися у вищого відсотка пацієнтів, які отримували досліджувані ліки, порівняно з групою плацебо. Побічні ефекти, як правило, були легкими або помірними за тяжкістю. При застосуванні колесевеламу в комбінації зі статинами несподіваних частих побічних ефектів не виникало.